# Vox in excelso
Pour un article plus général, voir Procès de l'ordre du Temple.
Vox in excelso est une bulle pontificale fulminée datée du 22 mars 1312, mais rendue publique uniquement le 3 avril de la même année par le pape Clément V, lors du concile de Vienne. Elle établit officiellement la dissolution de l'ordre du Temple.
Elle fut adoptée lors d'un consistoire secret quelques jours avant sa publication, auquel assistèrent quelques cardinaux. Les quatre cinquièmes de l'assistance se prononcèrent pour la suppression.

## Extrait du texte deVox in excelso
« Considérant donc l'infamie, les soupçons et les insinuations bruyantes et autres choses précitées qui se sont élevées contre l'ordre, et aussi la réception secrète et clandestine des frères de cet ordre; que nombre de ces frères se sont éloignés des coutumes générales, de la vie et des habitudes des autres fidèles du Christ, et ceci surtout quand ils recevaient d'autres [hommes] parmi les frères de leur ordre; [que] pendant cette réception, ils faisaient faire profession et jurer à ceux qu'ils recevaient de ne révéler à personne le mode de leur réception et de ne pas quitter cet ordre, en raison de quoi des présomptions se sont fait jour contre eux;

Considérant en outre le grave scandale que ces choses ont fait naître contre l'ordre, qui ne semblait pas pouvoir s'apaiser tant que cet ordre subsistait, et également le danger pour la foi et les âmes; que tant de choses horribles ont été commises par de très nombreux frères de cet ordre […] qui sont tombés dans le péché d'une atroce apostasie contre le seigneur Jésus-Christ lui-même, dans le crime d'une détestable idolâtrie, dans l'exécrable outrage des Sodomites […];

Considérant également que l'Église Romaine a parfois supprimé d'autres ordres illustres pour des faits bien moindres que ceux ci-dessus mentionnés, sans même qu'un blâme soit attaché aux frères : non sans amertume et tristesse de cœur, non pas en vertu d'une sentence judiciaire, mais par manière de provision ou d'ordonnance apostoliques, le susdit ordre du Temple et sa constitution, son habit et son nom par décret irrévocable et valable à perpétuité, et nous le soumettons à une interdiction perpétuelle avec l'approbation du saint concile, interdisant formellement à quiconque de se permettre à l'avenir d'entrer dans ledit ordre, de recevoir ou de porter son habit, ou d'agir en tant que Templier. Quiconque transgressera ceci encourra la sentence d'excommunication ipso facto.

En outre, nous réservons les personnes et les biens de cet ordre à l'ordonnance et disposition de notre siège apostolique, dont, par la grâce de la faveur divine, nous entendons disposer pour l'honneur de Dieu, l'exaltation de la foi chrétienne et la prospérité de la Terre Sainte avant la fin du présent concile. »

## Contexte historique
Clément V scelle le sort de l'ordre du Temple. Il est désormais aboli, sans l'approbation du concile (seul le consistoire réduit s'était prononcé). Le silence auquel l'assemblée a été contrainte n'a pas plu à tous. Le concile de Vienne (alors ville d'Empire), ouvert en octobre 1311, a failli mal tourner, du point de vue du pape et du roi de France. Rassemblant quelque 200 prélats, le concile a été convoqué pour examiner trois questions : l'affaire des Templiers et l'examen des charges qui pèsent contre eux, le lancement d'une nouvelle croisade et la réforme de l'Église. Mais son principal objectif est, quoi qu'il arrive, de régler le problème que pose l'ordre du Temple.
Philippe le Bel souhaiterait que le pape condamne l'Ordre, mais des groupes de plus en plus nombreux de religieux souhaitent la tenue d'un procès en bonne et due forme, et que la défense des Templiers soit assurée. Par ailleurs, neuf templiers ont fait le déplacement afin de défendre l'Ordre, et prétendent que 1500 à 2000 de leurs frères sont à Lyon et dans les environs, prêts à venir témoigner pour défendre l'Ordre. Clément V, craignant un coup de force, écrivit, en décembre 1311, à Philippe le Bel, pour l'informer de l'arrivée de ces Templiers et ordonna qu'on remette ces Templiers au geôlier.
Il semblait à beaucoup de religieux qu'un procès et une défense pourraient laver les Templiers d'un certain nombre d'accusations. Mais le roi de France contre-attaque, le mois suivant, et convoque des États généraux pour le 10 février 1312 à Lyon, à proximité de Vienne. Ces États généraux approuvent le principe de la suppression du Temple. Habilement, Philippe le Bel écrit au pape pour lui transmettre cette revendication et demande la création d'un nouvel ordre. C'est là l'un des souhaits, déjà ancien, du roi de France qui a aussi l'ambition d'installer un de ses fils à la tête du nouvel Ordre.
Accompagné d’une forte escorte, Philippe le Bel arrive à Vienne, le 20 mars. Cette manifestation de force laisse peu de choix au concile et aux prélats. Deux jours plus tard, le consistoire secret approuve la suppression de l'Ordre, à la majorité de quatre cinquièmes des voix.
De nombreuses voix, tantôt de manière désabusée, tantôt de manière véhémente, s'opposèrent à la décision prise par le pape. On peut citer en exemple le moine cistercien Jacques Thérine, qui enseignait la théologie à l'Université de Paris, et qui s'offusqua de la suppression de l'Ordre : il publia un manifeste, intitulé Contra Impugnatores Exemptiorum, dans lequel il s'interroge sur la question de la culpabilité des Templiers, qu'il met en doute.

## AprèsVox in excelso
Pour clore la lecture publique de la bulle, Clément V annonce finalement le projet d'une nouvelle croisade. C'est là aussi l'un des vœux de Philippe le Bel. Le roi de France échoue cependant sur un point, la création d'un nouvel ordre militaire qui aurait pu être le fer de lance de l'expédition vers la Terre sainte. Reste encore à régler un point d'importance : l'avenir des biens de l'ordre du Temple. Par une bulle fulminée le 2 mai 1312, "Ad providam Christi vicarii", le pape attribue le patrimoine des Templiers à l'ordre de Saint-Jean de Jérusalem. Les Hospitaliers auront bien du mal à rentrer en possession des biens du Temple attribués par la papauté. Dès la première vague d'arrestations, en 1307, la fortune des Templiers a été mise sous séquestre. Nombre de puissants en avaient dès lors commencé le dépeçage. Toutefois, les biens situés en Aragon, en Castille, au Portugal et à Majorque virent leur sort réservés par la bulle Ad providam, dans l'attente d'une décision ultérieure.
Le dernier acte de l'affaire du Temple se jouera le 18 mars 1314 avec la mise à mort du dernier maître de l'Ordre, Jacques de Molay, et celle de Geoffroy de Charney, brûlés vifs à Paris, sur ordre royal, car déclarés "relaps" lorsqu'ils revinrent sur leurs aveux.